# Albert Hewett Coons
Albert Hewett Coons (Gloversville, Nova Iorque, 28 de junho de 1912 – Brookline, Massachusetts, 30 de setembro de 1978) foi um médico (patologia, imunologia) estadunidense.
Recebeu o Prêmio Albert Lasker de Pesquisa Médica Básica de 1959, o Prêmio Paul Ehrlich e Ludwig Darmstaedter de 1961, o Prêmio Internacional da Fundação Gairdner e o Prêmio Passano de 1962 e o Prêmio Emil von Behring de 1966. Foi eleito em 1954 membro da Academia de Artes e Ciências dos Estados Unidos e em 1962 da Academia Nacional de Ciências dos Estados Unidos.